# Joseph Davide Natullo
Joseph Davide Natullo (né le 19 octobre 1988 à Naples) est un nageur italien, spécialiste du papillon.

## Carrière sportive
Il obtient deux médailles de bronze au Festival olympique de la jeunesse européenne 2013 à Paris, sur 100 mètres papillon et 4 x 100 mètres quatre nages. Il remporte ensuite la médaille d'or du 100 mètres papillon et la médaille d'argent du 200 mètres papillon aux Championnats d'Europe juniors de natation 2005 (en) à Budapest
Il remporte deux médailles d'or lors des Championnats d'Europe juniors de natation 2006 à Palma de Majorque, sur 100 et 200 mètres papillon.
Il détient le record national du 200 m papillon en grand bassin  avec le temps de 1 min 55 s 94 et du 100 m en petit bassin, avec 50 s 99. De 2009 à 2013, il également détenu le record du 100 m papillon en 52 s 14, battu par Matteo Rivolta en 2013.